# Саба Лобжанідзе
Саба Лобжанідзе (груз. საბა ლობჟანიძე, латиніз.: tr, нар. 18 грудня 1994, Тбілісі) — грузинський футболіст, півзахисник, фланговий півзахисник клубу МЛС «Атланта Юнайтед» та національної збірної Грузії.
Виступав, зокрема, за клуби «Динамо» (Тбілісі) та «Динамо» (Тбілісі).
Чемпіон Грузії. Дворазовий володар Кубка Грузії.

## Клубна кар'єра
Народився 18 грудня 1994 року в місті Тбілісі. Вихованець юнацьких команд футбольних клубів «Норчі Динамоелі», «Тбілісі» та «Динамо» (Тбілісі).
У дорослому футболі дебютував 2013 року виступами за команду клубу «Динамо» (Тбілісі) II, в якій провів один сезон, взявши участь у 19 матчах чемпіонату. 
Своєю грою за цю команду привернув увагу представників тренерського штабу клубу «Динамо» (Тбілісі), до складу якого приєднався 2014 року. Відіграв за тбіліських динамівців наступні два сезони своєї ігрової кар'єри.
Протягом 2016 року захищав кольори команди клубу «Чихура».
2016 року повернувся до клубу «Динамо» (Тбілісі). Цього разу провів у складі його команди один сезон.  У складі тбіліського «Динамо» був одним з головних бомбардирів команди, маючи середню результативність на рівні 0,54 голу за гру першості.
До складу клубу «Раннерс» приєднався 2017 року, підписавши 3-річний контракт. Станом на 19 квітня 2019 року відіграв за команду з Раннерса 58 матчів в національному чемпіонаті.
Згодом з 2020 по 2021 рік грав у складі команди «Анкарагюджю», відіграв за клуб 52 матчі, в яких відзначився 4 голами.
До складу клубу «Хатайспор» приєднався влітку 2021 року.
В серпні 2023 року Саба Лобжанідзе перейшов до клубу МЛС «Атланта Юнайтед», з яким підписав трирічний контракт.

## Виступи за збірні
2012 року дебютував у складі юнацької збірної Грузії, взяв участь у 4 іграх на юнацькому рівні.
Протягом 2014–2016 років залучався до складу молодіжної збірної Грузії. На молодіжному рівні зіграв у 7 офіційних матчах, забив 1 гол.
2017 року дебютував в офіційних матчах у складі національної збірної Грузії.
В складі збірної Грузії Лобжанідзе брав участь у Євро - 2024.

## Статистика виступів

### Статистика виступів за збірну
Станом на 6 червня 2021
| Дата       | Місто      | Господарі          | Результат | Гості          | Турнір                               | Голи | Примітки |
| ---------- | ---------- | ------------------ | --------- | -------------- | ------------------------------------ | ---- | -------- |
| 23-1-2017  | Дубай      | Узбекистан         | 2 – 2     | Грузія         | товариський матч                     | 1    | 82'      |
| 25-1-2017  | Дубай      | Йорданія           | 1 – 0     | Грузія         | товариський матч                     | -    | 79'      |
| 10-11-2017 | Горі       | Грузія             | 1 – 0     | Кіпр           | товариський матч                     | -    | 67'      |
| 1-6-2018   | Швац       | Грузія             | 1 – 0     | Мальта         | товариський матч                     | -    | 67'      |
| 5-6-2018   | Люксембург | Люксембург         | 1 – 0     | Грузія         | товариський матч                     | -    | 46'      |
| 23-3-2019  | Тбілісі    | Грузія             | 0 – 2     | Швейцарія      | Відбір до ЧЄ 2020                    | -    | 74'      |
| 10-6-2019  | Копенгаген | Данія              | 5 – 1     | Грузія         | Відбір до ЧЄ 2020                    | 1    |          |
| 5-9-2019   | Стамбул    | Грузія             | 2 – 2     | Південна Корея | товариський матч                     | -    | 73'      |
| 5-9-2020   | Таллінн    | Естонія            | 0 – 1     | Грузія         | Ліга націй УЄФА 2020-2021 - 1-й етап | -    | 68'      |
| 11-10-2020 | Єреван     | Вірменія           | 2 – 2     | Грузія         | Ліга націй УЄФА 2020-2021 - 1-й етап | -    | 80'      |
| 14-10-2020 | Скоп'є     | Північна Македонія | 1 – 1     | Грузія         | Ліга націй УЄФА 2020-2021 - 1-й етап | -    | 7'       |
| 15-11-2020 | Тбілісі    | Грузія             | 1 – 2     | Вірменія       | Ліга націй УЄФА 2020-2021 - 1-й етап | -    | 76' 80'  |
| 18-11-2020 | Тбілісі    | Грузія             | 0 – 0     | Естонія        | Ліга націй УЄФА 2020-2021 - 1-й етап | -    | 85'      |
| 25-3-2021  | Стокгольм  | Швеція             | 1 – 0     | Грузія         | Відбір до ЧС 2022                    | -    | 78'      |
| 28-3-2021  | Тбілісі    | Грузія             | 1 – 2     | Іспанія        | Відбір до ЧС 2022                    | -    | 70'      |
| 31-3-2021  | Салоніки   | Греція             | 1 – 1     | Грузія         | Відбір до ЧС 2022                    | -    | 84'      |
| 2-6-2021   | Плоєшті    | Румунія            | 1 – 2     | Грузія         | товариський матч                     | -    | 57'      |
| 6-6-2021   | Енсхеде    | Нідерланди         | 3 – 0     | Грузія         | товариський матч                     | -    | 46'      |
| Усього     |            | Матчів             | 18        |                | Голів                                | 2    |          |

## Титули і досягнення
- Чемпіон Грузії (1):

«Динамо» (Тбілісі): 2015–2016
- Володар Кубка Грузії (2):

«Динамо» (Тбілісі): 2014–2015, 2015–2016